# St.-Remigius-Kirche (Suderburg)
Koordinaten: 52° 53′ 36,3″ N, 10° 27′ 8,1″ O

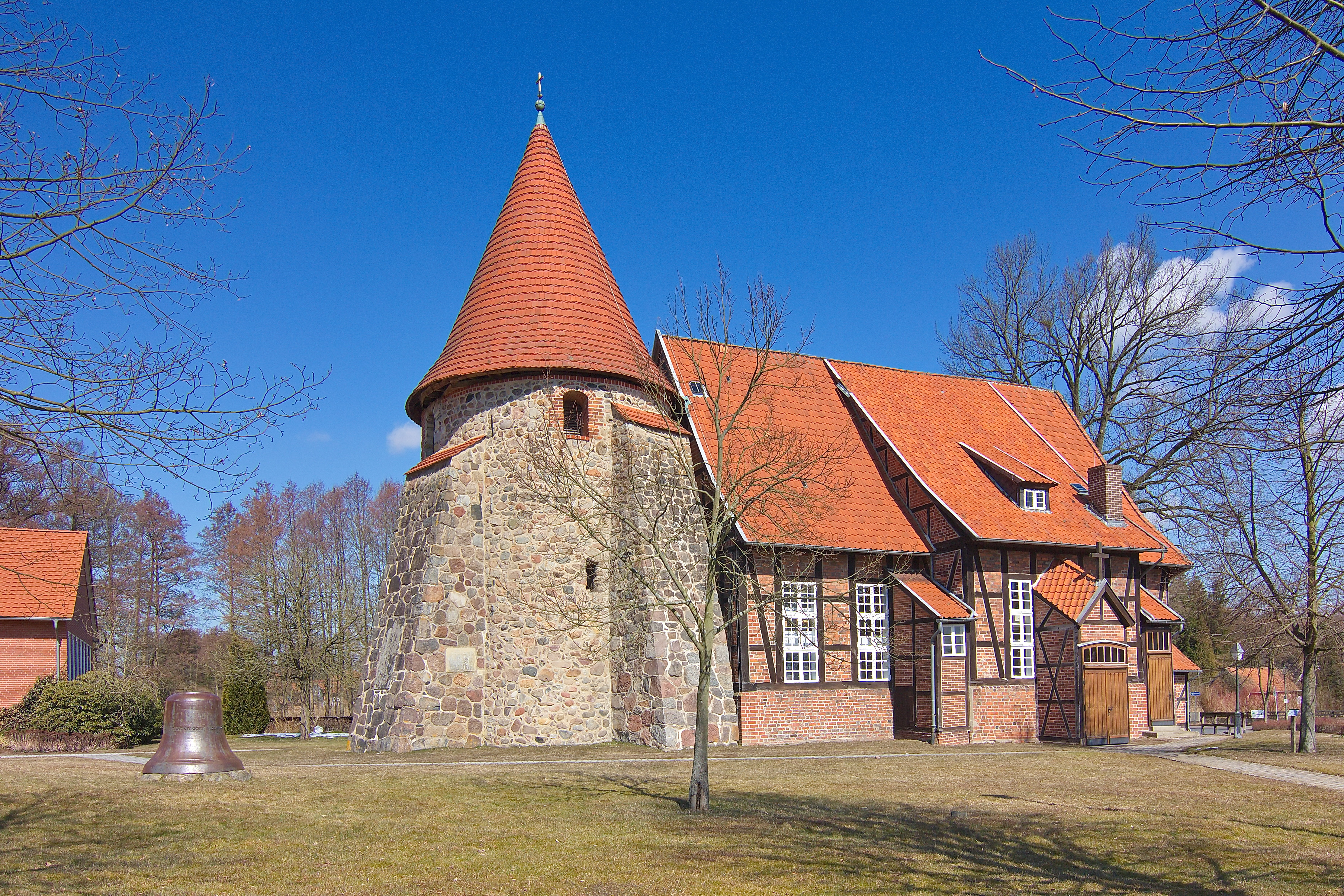
St. Remigius

Die St.-Remigius-Kirche in Suderburg in der Lüneburger Heide ist eine kleine Fachwerkkirche aus dem 18. Jahrhundert am Ortsrand. Bemerkenswert ist die romanische Rundturmkirche durch ihren Glockenturm aus Feldsteinen, der sich 1246/1247 im Bau befand. Nach dem Abbruch des alten Kirchenhauses wurde 1752 mit dem Bau des heutigen Kirchenschiffs als kreuzförmiger Saalbau aus Holzfachwerk begonnen. Geweiht wurde die Kirche am 1. Oktober 1753, der gleichzeitig der Namenstag des heiligen Remigius ist.

## Geschichte
Die erste Suderburger Kirche dürfte eine Holzkirche gewesen sein, die später von der aus unbehauenen Felsgestein, im romanischen Baustil erbauten Kirche ersetzt wurde. Diese Kirche war jedoch in der Mitte des 18. Jahrhunderts so baugefällig geworden, dass sie durch den heute stehenden kreuzförmigen Saalbau aus Holzfachwerk ersetzt werden musste. Mit dem Bau dieser Kirche nach den Plänen des kurhannoverschen Landesbaumeisters und Ingenieurleutnant Otto Heinrich von Bonn wurde am 13. April 1752 begonnen. Die Einweihung der Kirche erfolgte am Namenstag des Heiligen St. Remigius, nämlich am 1. Oktober 1753 mit einer zweitägigen Feier.
Die Benennung der Suderburger Kirche nach ihrem Schutzpatron, dem heiligen Remigius, Bischof von Reims (geb. um 440, gest. 533) gibt nach der Patronizienforschung einen Hinweis auf das mögliche Alter der Kirche. Remigius gehörte zu den merowingisch-fränkischen Heiligen. Die Namensgebung nach diesem Heiligen ist mit Sicherheit ein Hinweis auf ihre Gründung in der fränkischen Zeit, die Zeit, in dem Karl der Große die im Anfang befindliche Christianisierung wie auch die Ausdehnung seiner Hausmacht durch seine Kriegszüge konsequent verfolgte. Diese Vermutung wird auch durch die damalige Notwendigkeit, das erworbene Territorium durch den Bau der Suderburger Burg zu schützen, bestätigt.

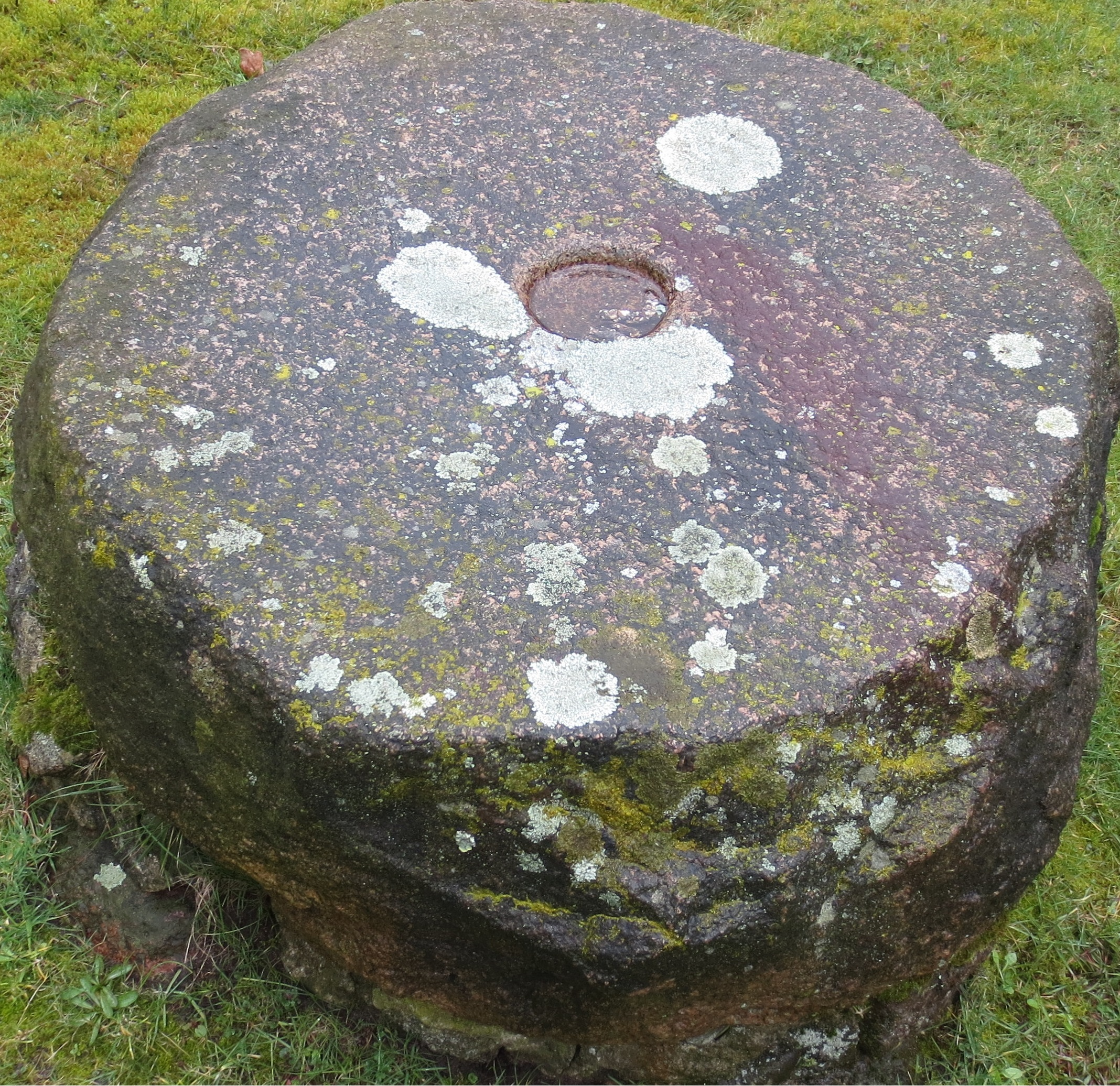
Mahlstein an der Kirche

In diese Betrachtung muss aber auch die Baugeschichte des Turms der Suderburger Kirche einbezogen werden. In Höhe des Erdreichs befindet sich rechts neben der Tür zum Turm ein Mahlstein aus Granit, wie er im 10. Jahrhundert nicht mehr gebräuchlich war. Dieser kann jedoch kaum als belastbarer Hinweis für das Alter des Turms herangezogen werden. Der auf der Nordseite der Kirche aufgestellte Mahlstein ist bei einer früher erfolgten Renovierung im Fußbodenbelag der Kirche gefunden worden. Urkundlich nachweisbar gehörten Bahnsen und Suderburg im Jahr 1004 zum Besitz des an der Weser gelegenen Klosters Kemnade. Dass der Turm in der ersten Hälfte des 10. Jahrhunderts erbaut wurde, ist entgegen der in der Heimatliteratur vorherrschenden Meinung, mittlerweile widerlegt: Die dendrochronologische Datierung eines Eichenstammes, der bei Errichtung des Feldsteinturms in das Mauerwerk eingelegt wurde, ergab, dass der Baum im Herbst/Winter 1246/1247 gefällt wurde. Der Turm stammt somit aus der Zeit um 1247 und diente in erster Linie als Glockenturm, nicht aber als „Wehrturm“ oder gar Bergfried einer Burganlage. Bei der Renovierung der Kirche vom Herbst 1985 bis Frühjahr 1986 wurde nach dem Abbruch der Westwand auf der Ostseite des Turms ein mit losem Festgestein geschlossener Zugang zum Turm freigelegt. Dieser Zugang, der auch auf der Innenseite des Turms erkennbar ist, ist etwa 1,50 m breit und 2,25 m hoch und heute nur noch erkennbar aber nicht mehr erhalten. Den oberen Abschluss dieses Zugangs bildet ein aus Felsgestein halbkreisförmig gemauerter Bogen.

## Kirche

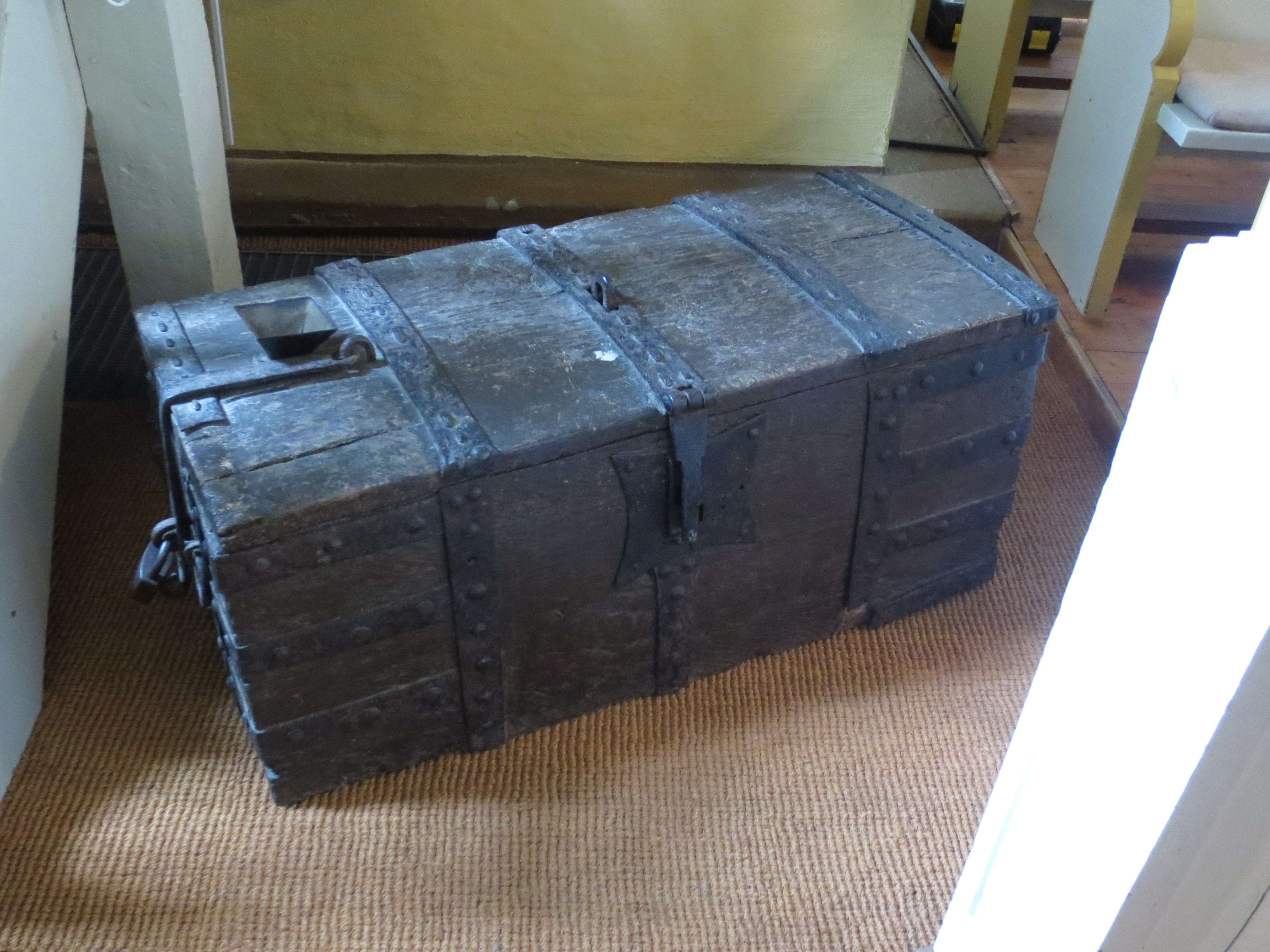
Zum Opferstock umgebaute Kastentruhe

Die erste gebaute Kirche an dieser Stelle diente wahrscheinlich als Burgkapelle. Über Bauveränderungen im Lauf der Jahrhunderte ist nichts bekannt. Im Jahre 1753 wurde das baufällige Kirchenschiff abgerissen und durch einen Fachwerkbau ersetzt, der bis heute noch besteht. Die barocke Innenausstattung mit Kanzelaltar und Emporen ist 1753 für das neu erbaute Kirchenschiff angefertigt worden. Der Turm musste bereits damals von Stützpfeilern gehalten werden.
In der Kirche blieb eine um 1303 gebaute eisenbeschlagene, als Opferstock umgebaute Kastentruhe (Gotteskasten) erhalten, in welche die Suderburger Kirchengänger ihre Spenden für die Armen einwarfen. Nach den Eintragungen wurde der Opferstock im 16. Jahrhundert mehrmals aufgebrochen.

### Kirchenausstattung

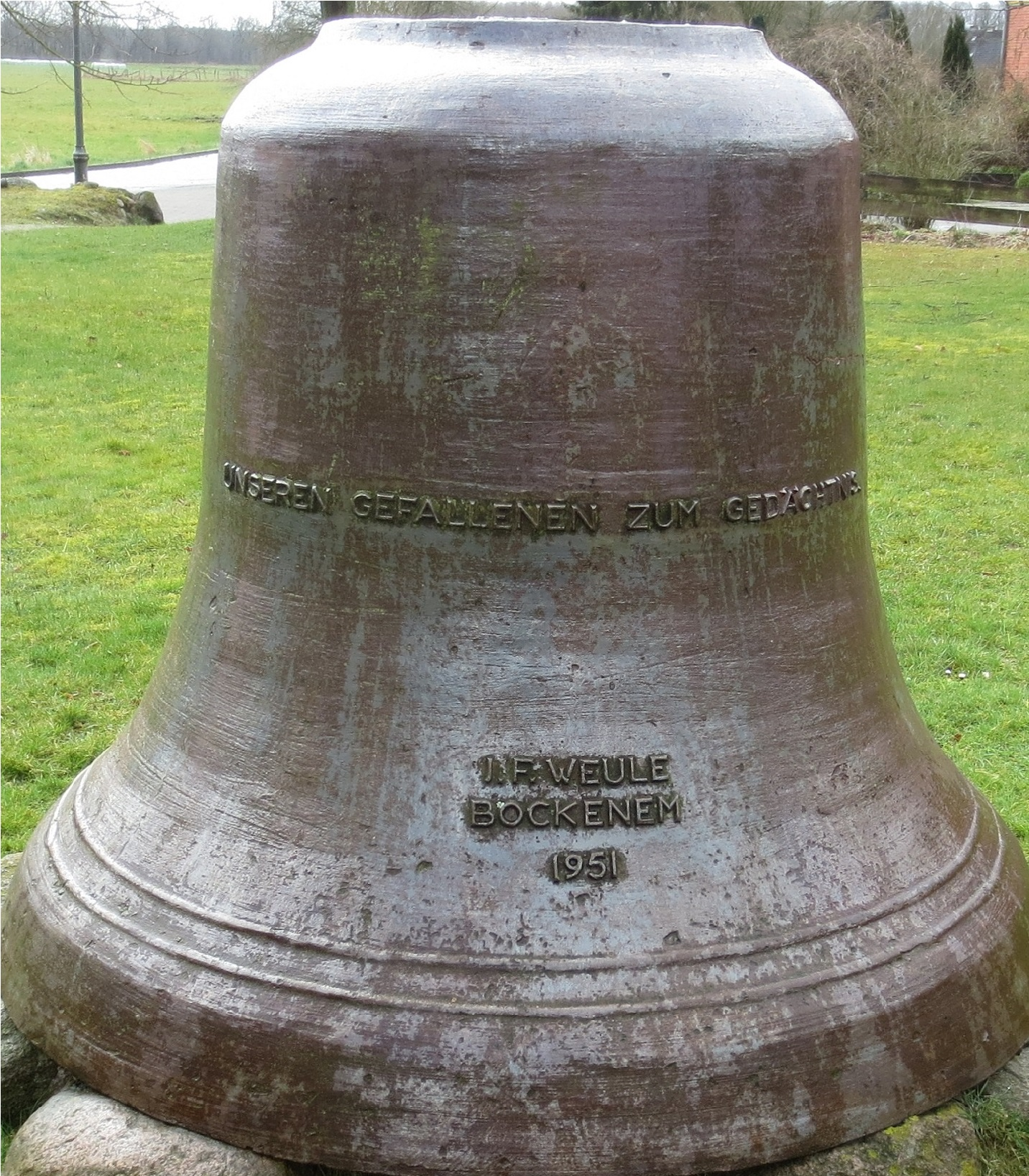
Glocke

Zur Kirchenausstattung gehören zwei im Turm hängende Glocken. Die älteste, bis heute im Turm hängende Läuteglocke aus Bronze, Ton g, unterer Durchmesser 103 cm, 658 kg schwer, mit der Inschrift: „Dorch dat Für bin ick geflaten Pawel Vos hat mi dorch Gottes Hülpe gegaten. Anno 1607“.
Die zweite Läuteglocke aus Klangguß, Ton e, unterer Durchmesser 148 cm, 1255 kg schwer, von der Firma J. F. Weule aus Bockenem, hergestellt, dem 13. Mai 1951, geweiht. Die Inschrift dieser Glocke lautet: Ehre sei Gott in der Höhe. Unseren Gefallenen zum Gedächtnis. Diese Glocke wurde 1831 von dem Stück- und Glockengießer J. H. Dreyer in Linden bei Hannover zu einer neuen Glocke umgegossen und schlug bis zum Beginn des Ersten Weltkrieges. Am 10. September 1917 wurde sie abgebaut und zur Herstellung von Kanonen eingeschmolzen. Die Glocken wurden in Höhe des Fensters auf der Westseite des Turmes auf den Glockenstuhl gebracht, sodass an diesem Fenster die nach dem Einbau erfolgten Instandsetzungsarbeiten noch zu erkennen sind.
In der Mitte der Kirche, ist auf der linken Seite, mithin im Osten, der barocke Kanzelaltar zu sehen. Dieser Altar ist ursprünglich seit 1751 erhalten geblieben. Solche Altäre haben ihren Ursprung in der Reformation, weil nach Martin Luther der Predigt eine Bedeutung zukommt, die ihr von der katholischen Kirche nicht eingeräumt wird. Auf der Altarschranke stehen zwei Schalen, von der die linke vermutlich als Taufschale und die rechte zum Einsammeln des Dankopfers dienten.
Die Sakristei wurde im Jahre 1718 an die Kirche durch Pastor Franz Ernst Hausmann (Pastor in Suderburg von 1673 bis 1726) errichtet.
Links und rechts hinter dem Altar befinden sich zwei farbige Glasfenster, von denen das linke „Jesus am Kreuz“ zeigt, das rechte „Die Auferstehung Christi“. Das linke Fenster konnte die Gemeinde erstmals am Sonntag Invocavit (10.3.) beziehungsweise das rechte Fenster zwei Wochen später, am Sonntag Jubilate (1.5.) 1946, während des Gottesdienstes betrachten. Beide sind von dem Künstler Brenneisen aus Hannover-Linden hergestellt worden und kosteten 2000 Mark.
Rechts vor dem Altar befindet sich heute eine Taufschale aus Sandstein, die achteckig sich nach unten verjüngend auf einer Plinthe steht. Der kupferne Deckel hat einen quaderförmigen Griff, der in Messing gefasst und mit himmelblauen Emailleplatten ausgelegt ist.
Die am 1. Oktober 1758 geweihte Kirche hatte zunächst noch keine Orgel. Erst im Jahre 1862 wurde ein Harmonium angeschafft. Anfangs stand dieses Instrument auf einer Stellage links vom Altar, wurde später auf die Empore gebracht und wurde das erste Mal Weihnachten 1862 genutzt. Im Jahre 1873 wurde dann eine Orgel von der Familie Gaber aus Salzhemmendorf gekauft und am Himmelfahrtstag im Gottesdienst geweiht. Das Harmonium wurde in diesem Jahr verkauft und für das neuerbaute Gotteshaus der evangelischen Freikirche in Klein Süsted genutzt. Die nächste Orgel, gebaut von der Familie Lothar Wetzel aus Hannover, wurde am 7. Sonntag nach Trinitatis 1935 geweiht und erfüllte ihren Dienst bis zum 3. Oktober 1971.
Dem Altar gegenüber steht auf der Empore die darauf folgende und bis heute erhaltene Orgel. Sie besteht aus: I. Manual: 1. Principal 8‘ ab Gs; 2. Blockflöte 8‘; 3. Oktave 4‘; 4. Waldflöte 2‘; 5. Mixtur 4 f, 1 1/3. II. Manual: 1. Gedackt 8‘; 2. Blockflöte 4‘; 3. Principal 2‘; 4. Quinte 1 1/3; Pedal: 1. Subbaß; 2. Gemshorn; 3. Trompete. Solche Emporen, wie sie hier zu sehen ist, vergrößern nicht nur die Anzahl der Sitzplätze in den Kirchen, sondern sind auch ein Merkmal der Barockzeit, weil sie der Kirche eine gewisse Behaglichkeit und Wärme geben. Die von der Firma Julius Hammer, Arnum, hergestellte Orgel wurde am 1. Adventssonntag, dem 28. November
1971 eingeweiht.
Hinter dem Altar befindet sich, überdeckt vom Fußbodenbelag, die erhaltene Grabplatte des Pastors Franz Ernst Hausmann, welcher in der Zeit von 1673 bis zu seinem Tod 1726 das Amt des Pastors in Suderburg trug.
Man kann beim Betreten der Kirche links und rechts im Vorraum hängenden Ehrentafeln mit den Namen der Gefallenen des Zweiten Weltkrieges sehen.

### Kirchturm

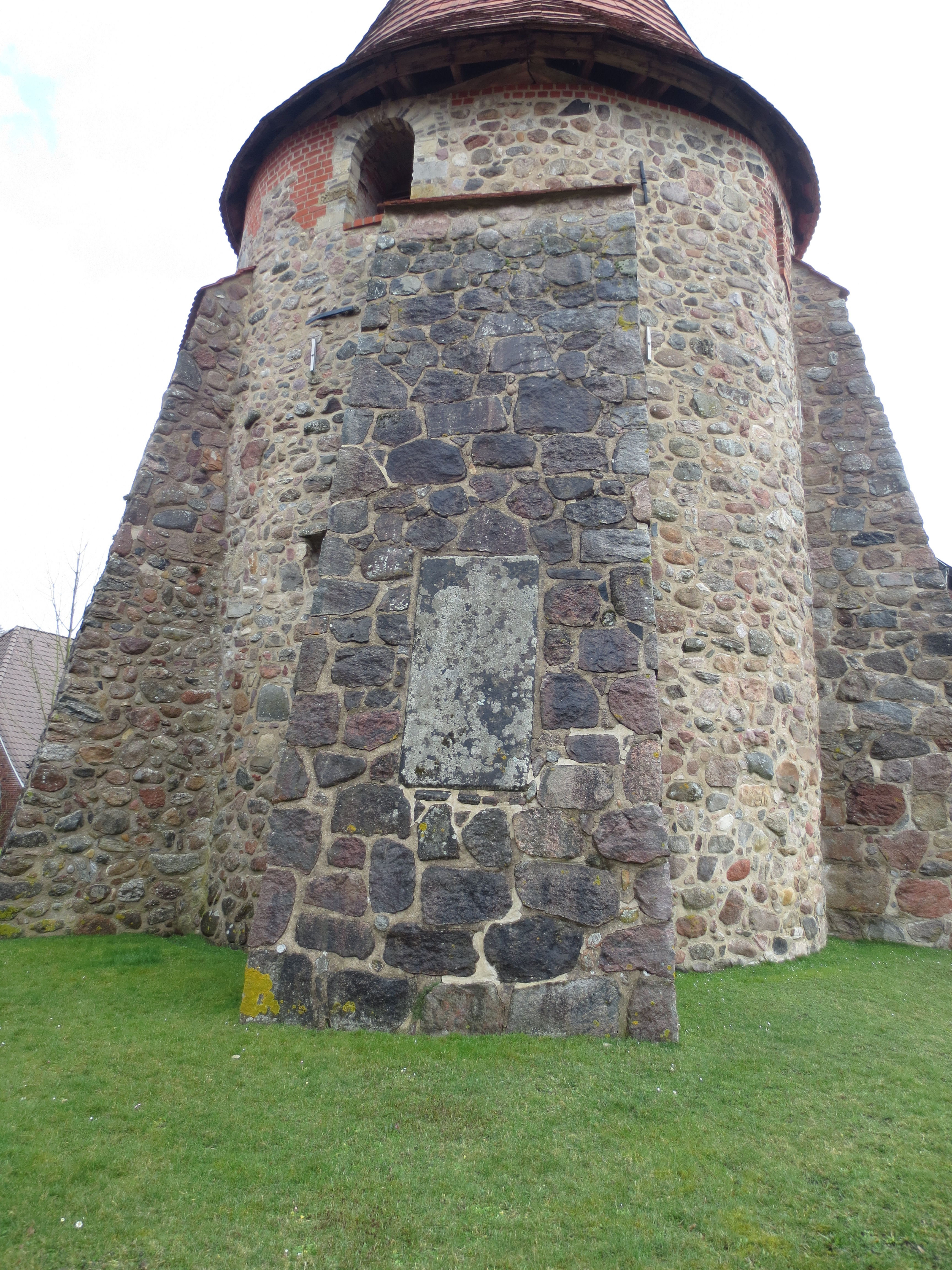
Kirchturm

Der heutige Kirchturm ist nach jüngsten baugeschichtlichen Untersuchungen und dendrochronologischer Datierung 1246/1247 erbaut worden. Der Turm diente von Beginn an als Glockenturm und nicht als Wehrturm einer Burganlage. Im Innern zeigen Spuren, dass der Turm vier Ebenen hatte. Der ursprüngliche obere Abschluss blieb jedoch nicht erhalten. Vergleichbare, jedoch jüngere und seltene steinerne Rundtürme stammen aus dem 12. bis 14. Jahrhundert. Sie stehen u. a. in Salzhausen und Betzendorf. Bereits vor 1530 gab es eine Turmuhr, sie ging stets falsch und war sehr alt und wurde im Jahre 1713 von dem Uhrmachermeister aus Hankensbüttel am Schlagwerk ausgebessert und im selben Jahr vom Uelzener Uhrmacher Christian Rosenthal repariert. Bis heute im Turm erhalten ist ein Uhrwerk der Firma Weule aus Bockenem im Harz von 1884 mit einem Findling von 28 kg als Uhrgewicht. Das Ziffernblatt dieser Uhr befindet sich heute noch in einer Sammlung.
Später wurde ein frei stehender Holzturm in das Bauwerk gestellt, um das Feldsteinmauerwerk vor Schäden durch die Schwingungen der Glocke zu schützen. Hölzerne Glockentürme stehen auch in Eimke und Wieren, dort jedoch ohne Steinhülle. Der Suderburger Turm wurde dendrochronologisch auf 1370 datiert und ist somit der älteste seiner Art. Eine in Lüneburg gegossene Bronzeglocke trägt die Inschrift „Dorch dat für bin ick geflaten Pawel Vos hat mi dorch Gottes Hülpe gegaten Anno 1607“ (Durch das Feuer bin ich geflossen, Paul Voss hat mich durch Gottes Hilfe gegossen).

### Kirchenplatz
Vom Turm führt der Weg über den bis zum 31. Dezember 1802 benutzten Begräbnisplatz zur Kirche. Bis zum 31. Dezember 1802 diente der Kirchfriedhof als Begräbnisplatz, der so stark belegt gewesen ist, dass die Toten nicht einmal 10 Jahre lang unter der Erde lagen, sondern herausgeholt werden mussten, um neue Begräbnisse überhaupt durchführen zu können. Deshalb wurde schon im Jahre 1792 erwogen, einen neuen Friedhof anzulegen. Die Oberfläche wurde durch das Aufschütten immer neuer Erdmassen seit dem Jahre 1370 um 75 cm erhöht und erhielt dadurch seine podestartige Form. Auch die heute noch erhaltene niedrige Eingangstür zum Glockenturm hat ihre Ursache in den wiederholten Aufschüttungen des Kirchhofs, was bedeutet, dass die Tür früher deutlich höher war. Heute steht auf dem Kirchhof noch das am 14. August 1921 eingeweihte Denkmal für die Gefallenen des Ersten Weltkrieges.
Des Weiteren liegt ein bearbeiteter runder Findling (Granit) mit zentraler Vertiefung auf dem Kirchhof. Er wurde bei Renovierungsarbeiten unter dem Fußboden des Kirchenschiffes gefunden. Ein gleichartiger Stein ist in sekundärer Verwendung rechts neben dem Glockenturmeingang eingemauert: Es handelt sich um mittelalterliche Sockelsteine. Ähnliche liegen unter den Ständern des Glockenturmes.

## Pfarrhaus

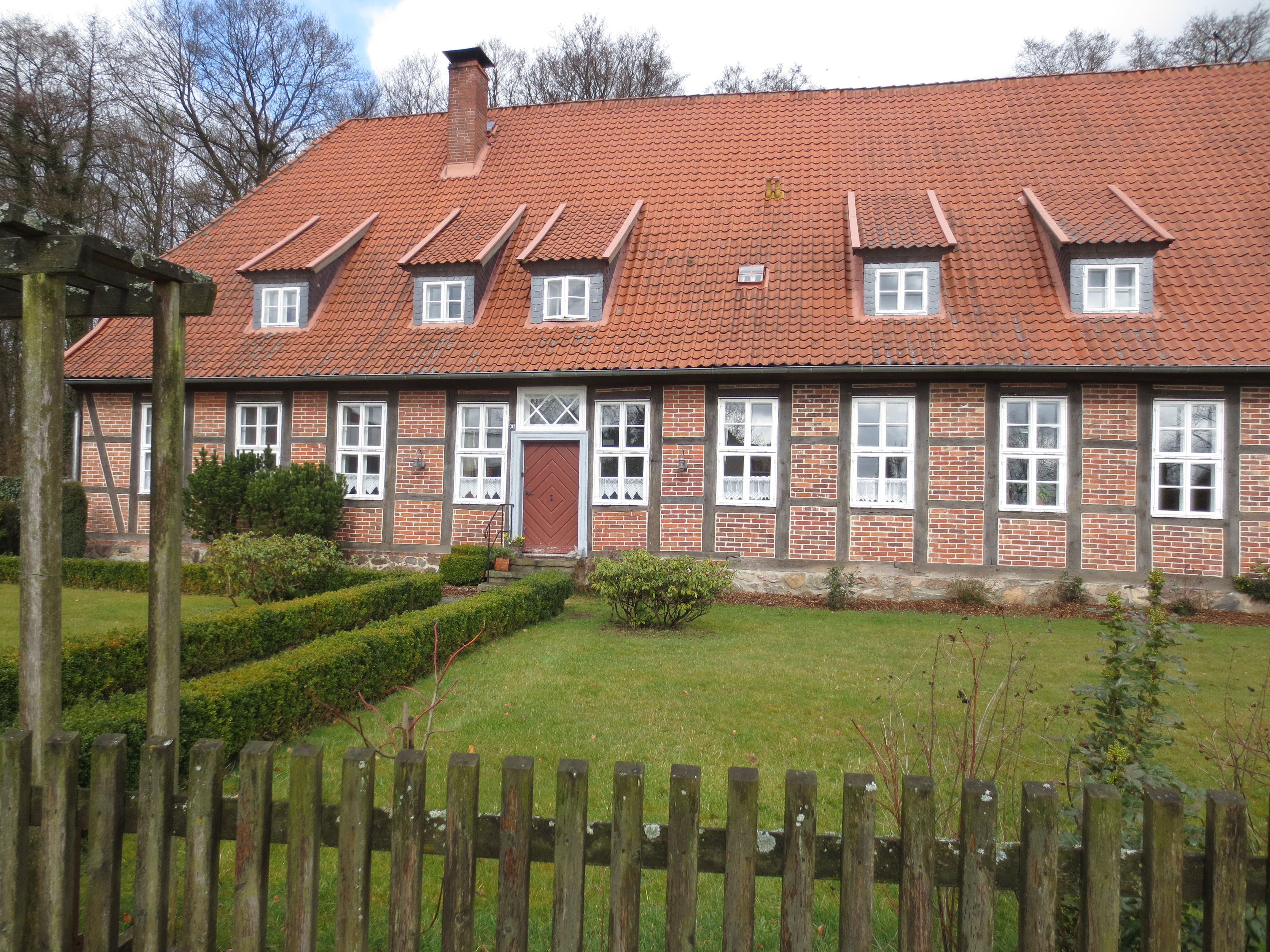
Pfarrhaus

Das ursprüngliche Pfarrhaus wurde im Jahre 1647 das erste Mal neu aufgezogen und tat lange Zeit seinen Dienst. Fast 100 Jahre später, nämlich 1740, wurde wieder ein neues Pfarrhaus fällig. Schon 50 Jahre später wurde der heute noch bestehende Neubau erforderlich und wurde von Zimmermann Klinge errichtet, weil das alte Pfarrhaus im Laufe der Zeit so baufällig geworden war. Über der Missen Tür steht die Inschrift: „Aus irdischen Hütten gehen wir in die himmlischen über.“ Die Bauten um die St.-Remigius-Kirche bildeten den Kirchhof. Im Jahre 1790 auf schwierigem Baugrund, direkt neben der Hardau von Zimmermeister Klinge errichtet, enthält es einen Gewölbekeller, durch den bis heute ein kleiner Bach fließt.
Am seitlichen Eingang liegt ein Grabstein von 1677 der als Trittstein verwendet wird. Aus dem im Jahre 1647 gebauten und 1740 niedergenommenen Pfarrhaus stammen zwei Platten eines sogenannten Bileggerofens, die sich im „Landwirtschaftsmuseum der Lüneburger Heide“ in Hösseringen befinden. Die schmale Ofenplatte zeigt das Salomonische Urteil, die Samariterin am Brunnen und die Beschriftung: „Vom Frewlein von Samaria Iohannes A(nno) m(undi) 1688“.

## Pfarrstelleninhaber in Suderburg im Laufe der Jahre
- 1302  Plebanus Heinrich
- 1505–1506 Dominus Cord
- 1534–1538 Henning Pruysted
- 1538–1547 Albertus Leffelmann
- 1547–1565 Gerhardus Wenmaring
- 1566–1590 Johannes Woning
- 1591–1638 Heinrich Moller
- 1638–1664 Adolpf Ahmüller
- 1664–1673 Johann Ernst Stille
- 1673–1735 Franz Ernst Hausmann
- 1735–1741 Albert Friedrich Zimmermann
- 1742–1748 Johann David Schädler
- 1748–1758 Johann Heinrich Krebs
- 1758–1764 Anton Gottfried Alberti
- 1765–1804 Johann Wilhelm Reibenstein
- 1806–1814 Johann Christoph Nöldeke
- 1815–1823 Friedrich Julius Ferdinand Raven
- 1823–1849 Johann Konrad Kahle
- 1850–1863 Carl Wilhelm Behr
- 1864–1887 August Lubrecht
- 1887–1891 Fritz Hermann Adolf Wunder
- 1892–1904 Ernst Heinrich Wilhelm Kohlmeyer
- 1905–1910 Karl Adolf Diedrich Oberdieck
- 1911–1913 Carl Theodor Traugott Lohmann
- 1913–1929 Friedrich Hermann Kreye
- 1930–1952 Hermann Franck
- 1952–1971 Ewald Schmidt
- 1971–1996 Ulrich Dyck[7]
- 1996–1998 Jens Pröwe (als Kandidat des Predigtamtes)
- 1998–2011 Heike Burkert (als bisher einzige Pastorin)
- 2011–2023 Mathias Dittmar
- seit 2025 Rika Hartmann